# Bimberi-csúcs
A Bimberi-csúcs (angolul Bimberi Peak) az Ausztráliai fővárosi terület legmagasabb pontja, tengerszint feletti magassága 1912 méter. A fővárosi terület és Új-Dél-Wales határán fekszik, új-dél-walesi oldalán a Kosciuszko Nemzeti Parkkal, míg a fővárosi területen a Namadgi Nemzeti Park található. 
A csúcs elérhető gyalogosan, habár errefelé nem túl megbízható gyalogutak vezetnek. Mint a környék legmagasabb pontja, a Bimberi-csúcs rendkívül népszerű a „hegycsúcsbejárók” körében, akik kihívást látnak abban, hogy a lakóhelyük környékén bejárják az összes magasabb pontot, beleértve a hegycsúcsokat is.

## Időjárás
A csúcs az erdőhatár felső szélén túl fekszik, ezért itt gyakran erős szél fúj. Telente a csúcsot gyakran vastag hótakaró fedi. 

## Túraútvonalak
A Bimberi-csúcs elérhető az Ausztrál-Alpok Túraösvényein keresztül, melyek behálózzák az Ausztráliai fővárosi területet kelet felől és Új-Dél-Wales államot nyugat felől. 

### Meghódítása nyugat felől
Egy földút vezet Currango Plainig, melyet telente az itt található sorompóval lezárnak a forgalom elől. Innen egy könnyed kétórás séta vezet egy tűzrakóhelyig, majd az Oldfields kunyhó megkerülésével és számos kisebb vízmosáson való átkelés után eljutunk Murray's Gapig. Innentől érdemes letérni a kijelölt turistaútról és a csúcs irányában egy 3-3,5 órás mászás következik. A hegygerincre való feljutás után már könnyebb a dolgunk a csúcsig, de azért érdemes kéznél tartani az iránytűt, nehogy eltévedjünk. Ez az útvonal nagyjából 10,5 kilométer hosszú. 

## Fordítás
Ez a szócikk részben vagy egészben  a   Bimberi Peak című angol Wikipédia-szócikk ezen változatának fordításán alapul.  Az eredeti cikk szerkesztőit annak laptörténete sorolja fel. Ez a jelzés csupán a megfogalmazás eredetét és a szerzői jogokat jelzi, nem szolgál a cikkben szereplő információk forrásmegjelöléseként.